# 小菊珊瑚
小菊珊瑚（学名：Favia stelligera）为菊珊瑚科菊珊瑚屬下的一个种。